# ميشيل غوليت (نحات)
ميشيل غوليت هو نحات كندي، ولد في 4 أغسطس 1944 في أسبستوس في كندا.